# Stictonanus paucus
Stictonanus paucus là một loài nhện trong họ Linyphiidae. Loài này được phát hiện ở Chile.